# Monumento a los muertos de la Segunda Guerra Mundial
El Monumento a los muertos de la Segunda Guerra Mundial (en portugués: Monumento aos Mortos da Segunda Guerra Mundial)  popularmente conocido como "Monumento aos Pracinhas", se localiza en el parque Eduardo Gomes, en la ciudad de Río de Janeiro, en Brasil.
Visualizado por el mariscal João Baptista Mascarenhas de Moraes, comandante de la Fuerza Expedicionaria Brasileña (FEB), para reciber los restos mortales de los soldados brasileños caídos en Italia, fue proyectado por los arquitectos Marcos Konder Netto y Hélio Ribas Marinho, vencedores de un concurso nacional para tal efecto. Las obras se iniciaron el 24 de junio de 1957 y fue inaugurado oficialmente el 7 de abril del mismo año, pero siendo concluidas el 24 de junio de 1960, y reinauguradas el 5 de agosto del mismo año.